# Stiglmaierplatz
Stiglmaierplatz - stacja metra w Monachium, na linii U1. Stacja została otwarta 28 maja 1983.